# Amatorski

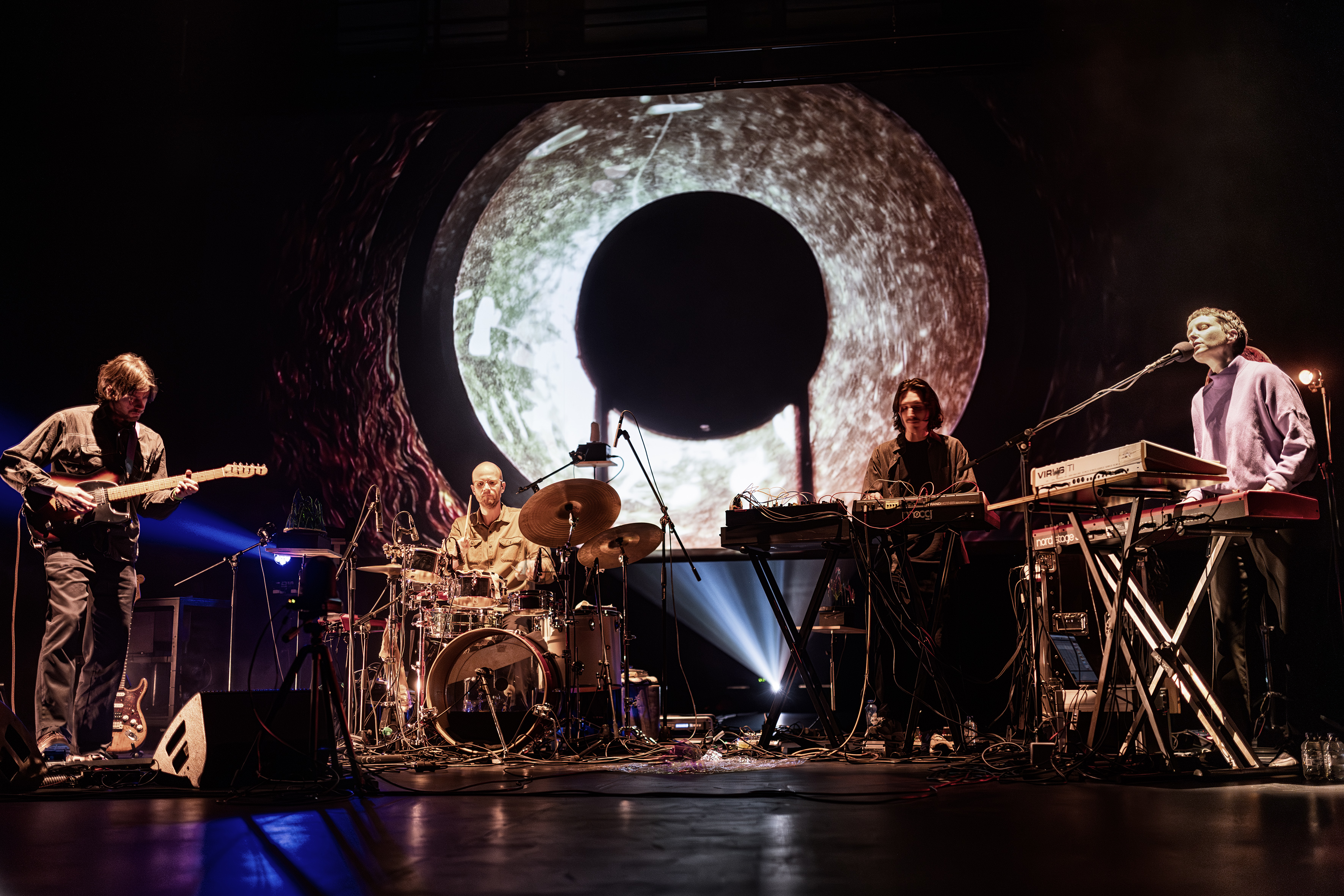
Amatorski (2024)

Amatorski est un groupe belge de rock originaire de la région de Gand. 
Le groupe acquiert une notoriété rapide par l'utilisation de leur chanson "Come Home" pour une campagne publicitaire pour l'eau minérale "Spa Reine" en juin 2010.

## Formation
- Inne Eysermans (chant, piano, guitare, accordéon)
- Sebastiaan Van den Branden (chant, guitare)
- Hilke Ros (contrebasse, synthbasse)
- Christophe Claeys (batterie, vibraphone, trompette)